# 炭坑に於ける労働時間を制限する条約 (1935年)
炭坑に於ける労働時間を制限する条約（たんこうにおけるろうどうじかんをせいげんするじょうやく、英語: Convention Limiting Hours of Work in Coal Mines (Revised)）は、国際労働機関の条約。1935年6月21日に採択されたが、発効せず2000年に撤回された。1931年の条約を改正したものだった。
キューバが1936年に、メキシコが1939年に、スペインが1971年に批准したが、条約自体が発効しないまま撤回された。